# Marcela Rodríguez Acosta
Marcela Rodríguez Acosta (Tazacorte, 21 de febrero de 1955) es una mujer trans española quien fue represaliada por el franquismo y posteriormente también por la transición y la consiguiente democracia.

## Vida y carrera
Marcela nació el 21 de febrero de 1955 en el municipio de Tazacorte, en La Palma, y a la edad de 7 años se trasladó junto con su familia a Tenerife. Desde una temprana edad mostró signos de su disidencia de género, como cuando a los 6 años salió a la calle vistiendo un vestido azul de volantes, sólo para ser reprendida por su hermana, quien la metió de nuevo en casa y le propinó varios azotes.
En 1967, cuando tan sólo tenía 12 años, abandonó los estudios y comenzó a trabajar en un lavadero de coches. En su adolescencia, al no poder encontrar trabajo debido a su identidad de género, pues las mujeres trans no podían acceder a empleo por ser consideradas «maricones», comenzó a trabajar como camella vendiendo hachís, una situación privilegiada frente a sus compañeras, que se veían obligadas a recurrir a la prostitución.
Durante su juventud tanto ella como sus amigas, también transgénero, fueron detenidas multitud de veces por su identidad, en aplicación de la Ley sobre peligrosidad y rehabilitación social, llegando a ser detenida hasta 15 días en un solo mes, pudiendo llegar a durar 72 horas una sola detención. Esta situación la llevó a participar en la primera manifestación pública canaria en pro de la libertad sexual y en contra de la Ley de sobre peligrosidad social, que tuvo lugar en 1978 en el parque García Sanabria de Santa Cruz de Tenerife. Ese mismo año participó en un concurso de belleza para mujeres trans que tuvo lugar en el local Why not?, el cual ganó. Marcela recibió un premio de manos del dueño del local y recibió además el título de Miss Travesti. Concursó en el carnaval de su municipio desde que era niña, pero no fue hasta 1989 que pudo registrarse por primera vez con su verdadero nombre.
Contrajo matrimonio con su entonces novio en 2005, pero se tuvo que divorciar años después para poder acceder a una ayuda económica, conviniendo y manteniendo aun así su relación sentimental con él.
A lo largo de su vida Marcela ha sido además una figura clave en la vida social de Santa Cruz de Tenerife, participando durante décadas en el carnaval en la categoría para adultos (y ganando en muchas ocasiones), así como participando en eventos como el Coso Apoteósico o en el Entierro de la sardina.

## Reconocimientos
Marcela fue una de los cuatro protagonistas del documental Memorias aisladas, de Dani Curbelo, en el cual entrevistó a 4 personas LGBT que sufrieron la represión franquista en Canarias.
En diciembre de 2021 el municipio de Santa Cruz de Tenerife inauguró un nuevo espacio municipal como forma de homenaje a Marcela, conocido como el Centro Municipal por la Diversidad Marcela Rodríguez Acosta, en un acto que contó con la presencia del alcalde del municipio y la concejala de igualdad y diversidad.